# Oessoeribeer
De Oessoeribeer (Ursus arctos lasiotus) is een ondersoort van de bruine beer (Ursus arctos), die voorkomt in de Russische gebieden Sachalin, Oblast Amoer, Koenasjir, Itoeroep, de Sjantar-eilanden rond de rivier Oessoeri, Noordoost-China, het Koreaans Schiereiland en het Japanse eiland Hokkaido. De ondersoort wordt gezien als de voorouder van de Noord-Amerikaanse grizzlybeer.
De beer lijkt op de Kamtsjatkabeer, maar heeft een meer langwerpige schedel en minder verheven voorhoofd, langer neusbeen en minder gescheiden jukbeenderen. De beer is ook wat donkerder, sommige exemplaren zijn zelfs volledig zwart, waardoor eerst gedacht werd dat zwarte exemplaren hybride nakomelingen waren van bruine beren en Aziatische zwarte beren.
Europese bruine beer (U. a. arctos) · Kamtsjatkabeer (U. a. beringianus) · Oost-Siberische bruine beer (U. a. collaris) · U. a. dalli · Gobibeer (U. a. gobiensis) · U. a. gyas · Grizzlybeer (U. a. horribilis) · Isabelbeer (U. a. isabellinus) · Oessoeribeer (U. a. lasiotus) · Marsicaanse bruine beer (U. a. marsicanus) · Kodiakbeer (U. a. middendorffi) · Tibetaanse blauwe beer (U. a. pruinosus) · U. a. pyrenaicus · U. a. sitkensis · U. a. stikeenensis · Syrische bruine beer (U. a. syriacus)